# Blank Generation (singolo)
I can take it or leave it each time

I belong to the ______ generation but

I can take it or leave it each time»
Posso prendere o lasciare di volta in volta

Appartengo alla generazione ______ ma

Posso prendere o lasciare di volta in volta»
(Blank Generation, Richard Hell)
Blank Generation è un brano musicale presente nell'omonimo album di debutto del gruppo punk rock dei The Voidoids del 1977 e pubblicato come singolo estratto dal disco nello stesso anno. Si tratta di una delle canzoni fondamentali del punk americano ed ispirò non poco i Sex Pistols per il loro brano Pretty Vacant.

## Il brano
Richard Hell scrisse la canzone durante la sua breve permanenza nei Television, e la eseguì dal vivo anche con un'altra band, gli Heartbreakers di Johnny Thunders nei quali rimase per qualche mese prima di formare i "Richard Hell & The Voidoids".
Blank Generation, traducibile in italiano come "generazione vuota", è un vero e proprio brano-manifesto di una generazione, un inno del punk anni settanta con tutte le sue implicazioni nichiliste, l'odio verso la borghesia e i dettami della società, senza più nessun ideale. L'attacco della canzone inizia con il suono della batteria incalzante, a cui si aggiungono le chitarre distorte suonate da Robert Quine e Ivan Julian dalle quali emerge il cantato sguaiato di Hell. Il cantante esclama di sentire di appartenere alla "generazione vuota", una nuova generazione di persone senza più una strada precisa da seguire, senza un obiettivo da perseguire. Nella seconda strofa Hell sottolinea ancor di più il significato della canzone cantando intenzionalmente: «I belong to the__________ generation» lasciando così uno spazio vuoto che ognuno avrebbe potuto riempire con l'aggettivo voluto e ritenuto più consono. Lo stesso termine "blank" in lingua inglese può avere infatti diversi significati come "vuoto", "bianco", "lasciato in bianco", "muto", "assente".

## Tracce singolo
SRE 1003
1. Blank Generation (Richard Hell) - 2:45
2. Love Comes In Spurts (Richard Hell) - 2:03